# Black Box Teatro

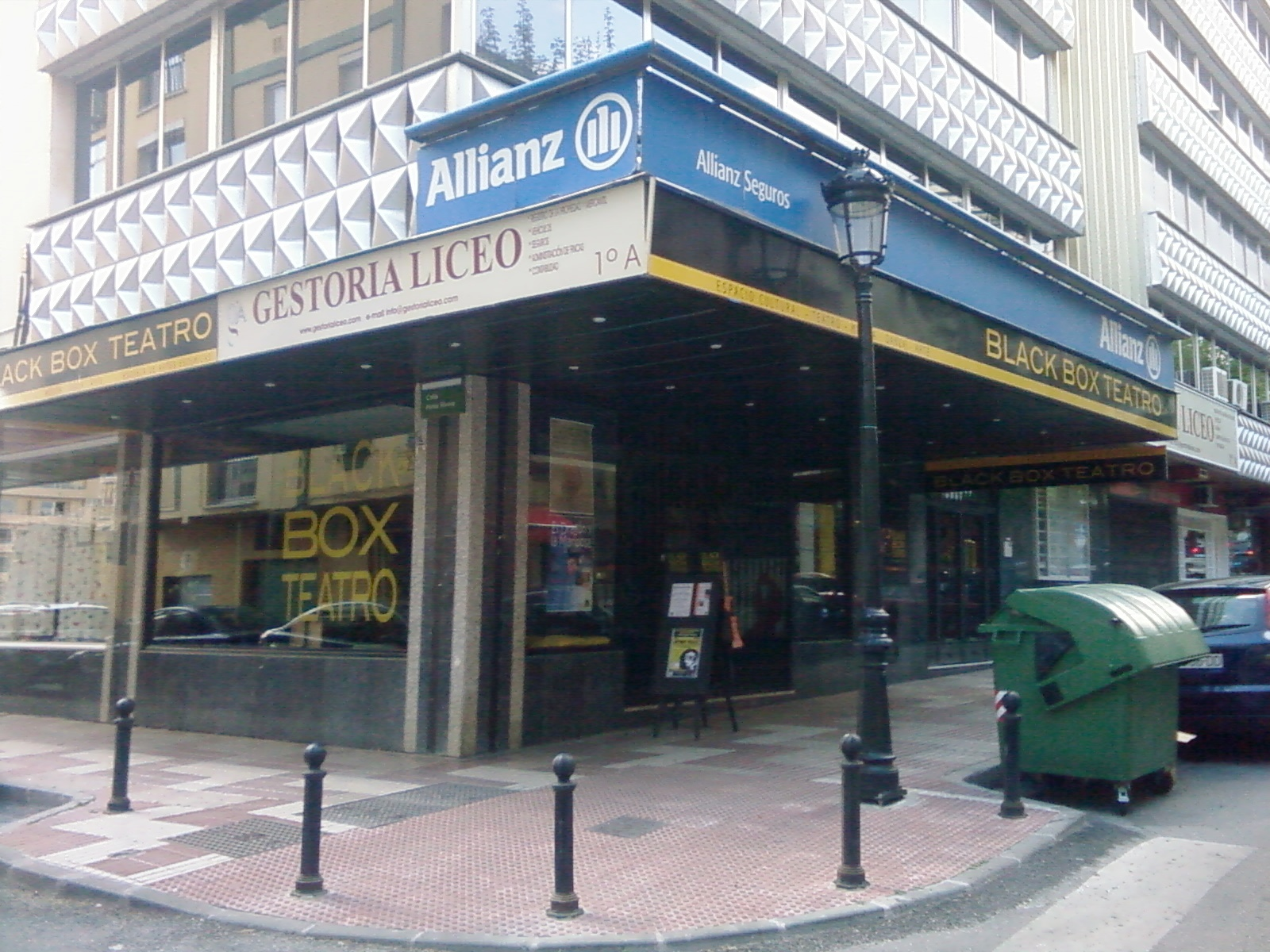
Entrada al establecimiento.

Black Box Teatro es un teatro situado en Marbella, en la provincia de Málaga, España.
Inaugurado en julio de 2007, el Black Box Teatro se ha convertido en uno de los pocos espacios escénicos que funcionan con capital privado en la Costa del Sol. Tiene un aforo para 100 personas, con capacidad para otras 50 en la zona del café-teatro. 
La programación está orientada al teatro independiente e incluye representaciones en español e inglés, además de muestras de música, danza y teatro infantil y exposiciones de arte y fotografía. También se ofertan cursos de diversa naturaleza y se organiza un festival de teatro independiente. 